# 성산중학교 (경남)
성산중학교(城山中學校)는 대한민국 경상남도 창녕군 성산면 정녕리에 있는 사립 중학교이다.

## 학교 연혁
- 1964년 3월 23일 : 성산 고등공민 학교 설립인가
- 1967년 7월 24일 : 학교법인 성산학원 설립인가
- 1967년 12월 12일 : 성산중학교 설립인가
- 1967년 12월 17일 : 초대 성태동 교장 취임
- 2023년 9월 1일 : 제6대 심영보 교장 취임
- 2024년 1월 5일 : 제59회 졸업식(졸업생수 7명, 총 졸업생수 2,877명)

## 참고 자료
- 성산중학교 - 한국교육학술정보원 학교알리미